# Varietà di Calabi-Yau

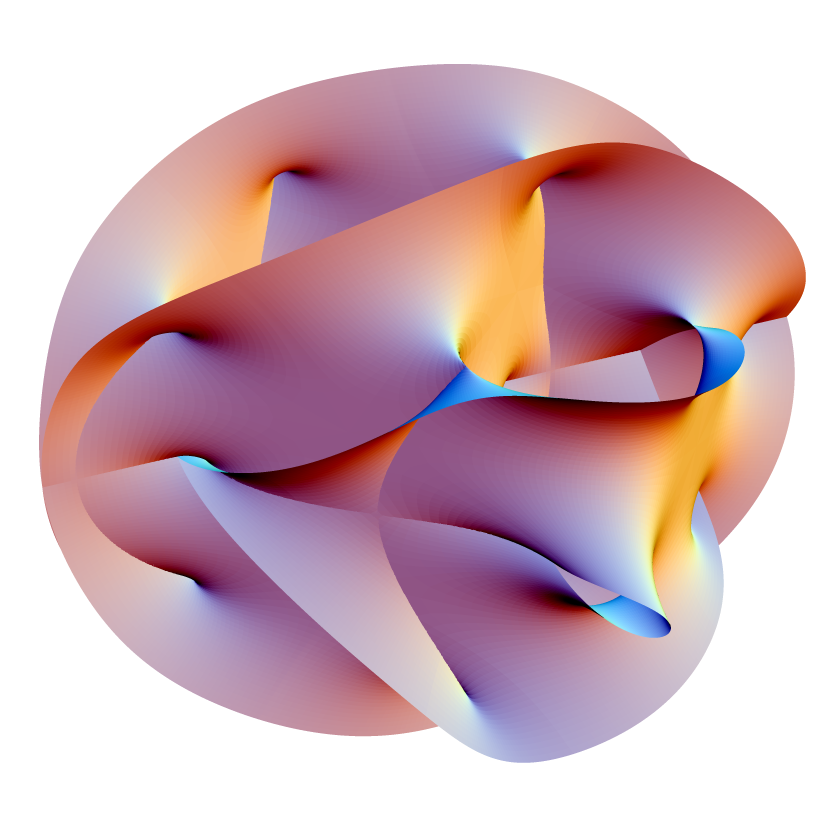
Proiezione 3D di una sezione di una varietà di Calabi-Yau

Una varietà di Calabi-Yau o spazio di Calabi-Yau, in matematica e fisica, è una varietà differenziabile a variabili complesse, con uno spinore armonico non nullo. L'applicazione principale delle varietà di Calabi-Yau è la fisica teorica, dove un modello della teoria delle stringhe postula che la geometria dell'universo sia nella forma {\displaystyle M\times V} dove M è una varietà quadridimensionale (lo spaziotempo) e V una varietà di Calabi-Yau compatta a 3 dimensioni complesse (6 dimensioni reali).
La teoria delle stringhe sostiene che le extradimensioni sono arrotolate in figure a forma di spazi di Calabi-Yau associate ad ogni punto dello spazio-tempo. Gli scienziati hanno previsto decine di migliaia di possibili spazi di Calabi-Yau ammissibili dalla teoria delle stringhe.